# Althofer Wald
Der Althofer Wald ist ein kleines Waldgebiet am südlichen Rand der Gemeinde Bockfließ, unmittelbar nördlich von Strasshof an der Nordbahn, Niederösterreich.
Der Name dürfte aus der zweiten Hälfte des 19. Jahrhunderts stammen und sich vom Althof herleiten, einem Gutshof der sich nordöstlich des Walds befand. Um 1837 war der Wald noch als Küniglwald bekannt.
Der Wald dient den Einwohnern von Strasshof als leicht erreichbares Naherholungsgebiet. 2006 gab es Proteste gegen den damals geplanten Bau einer Straße durch den Wald. Im Wald befinden sich das Jagdhaus Althof und die Siedlung Wendlingerhof.